# Enka Cup 2011
L'Enka Cup 2011 è stato un torneo professionistico di tennis femminile giocato sul cemento. È stata la 1ª edizione del torneo, che fa parte dell'ITF Women's Circuit nell'ambito dell'ITF Women's Circuit 2011. Si è giocato a Istanbul in Turchia dal 13 al 19 giugno 2011.

## Partecipanti

### Teste di serie
| Nazionalità          | Giocatrice             | Ranking* | Testa di serie |
| -------------------- | ---------------------- | -------- | -------------- |
| Georgia              | Margalita Chakhnašvili | 218      | 1              |
| Polonia              | Marta Domachowska      | 269      | 2              |
| Bosnia ed Erzegovina | Jasmina Tinjić         | 270      | 3              |
| Bulgaria             | Dia Evtimova           | 287      | 4              |
| Russia               | Marta Sirotkina        | 291      | 5              |
| Romania              | Mihaela Buzărnescu     | 300      | 6              |
| Turchia              | Pemra Özgen            | 317      | 7              |
| Serbia               | Teodora Mirčić         | 319      | 8              |

- Ranking al 6 giugno 2011.

### Altre partecipanti
Giocatrici che hanno ricevuto una wild card:
- Seda Arantekin
- Hülya Esen
- Melis Sezer
- İpek Soylu

Giocatrici che sono passate dalle qualificazioni:
- Karen Barbat
- Ana Maria Crişan
- Claudia-Gianina Dumitrescu
- Lütfiye Esen
- Kamilla Farhad
- Skye Hopper
- Julia Kimmelmann
- Tereza Mrdeža

## Campionesse

### Singolare
Marta Domachowska ha battuto in finale  Margalita Chakhnašvili con il punteggio di 7–5, 6–3

### Doppio
Marta Domachowska /  Teodora Mirčić hanno battuto in finale  Daniella Dominikovic /  Melis Sezer con il punteggio di 6–4, 6–2